# 國際動畫協會
國際動畫協會（英文：International Animated Film Association；法文：Association Internationale du Film d'Animation，簡稱 ASIFA）是於1960年在法國阿訥西創立的非營利組織，由當時一群知名動畫藝術家如Norman McLaren等人創立。目前，該協會在世界各地有30個以上的分會。
協會的洛杉磯分部 ASIFA-Hollywood 負責舉辦每年的安妮獎。
國際動畫協會的董事會包含世界各地的專業動畫師，並定期在 ASIFA 贊助的動畫電影節會面：如法國安錫國際動畫影展、加拿大渥太華國際動畫影展、加勒比地區Animae Caribe、日本廣島國際動畫影展、以及克羅埃西亞萨格勒布国际动画电影节。而安妮獎則是由洛杉磯分部負責頒發。

## 國際動畫協會分部
- 阿根廷
- 奧地利
- 波士尼亞與赫塞哥維納
- 加拿大
- 加勒比地區
- 柬埔寨
- 埃及
- 英國
- 法國
- 德國
- 伊朗
- 以色列
- 義大利
- 印度
- 日本
- 波蘭
- 瑞典
- 美國 – 洛杉磯
- 美國 – 中區
- 美國 – 東區
- 美國 – 亞特蘭大

## 國際動畫協會主席
- 諾曼‧麥克拉倫（英语：Norman McLaren） (1960–1979)
- 約翰‧哈納斯（英语：約翰‧哈納斯） (1979–1988)[1][2]
- 勞爾·瑟瓦斯(1988–93)
- 米歇爾·歐斯洛（英语：Michel Ocelot） (1994–99)[3]
- 阿比．費傑 (1999–02)
- Thomas Renoldner (2002–04)[4]
- 諾瑞丁‧澤睿凱爾克（英语：Noureddin Zarrinkelk） (2004–06)
- 木下小夜子 (2006–2009)[5]
- 申奈舜 (2009–2012)[6]
- Ed Desroches (2013–2015)[7]

## 外部連結
- ASIFA's official Web site （页面存档备份，存于）